# Gustav Heinrich Rudolf Köhn

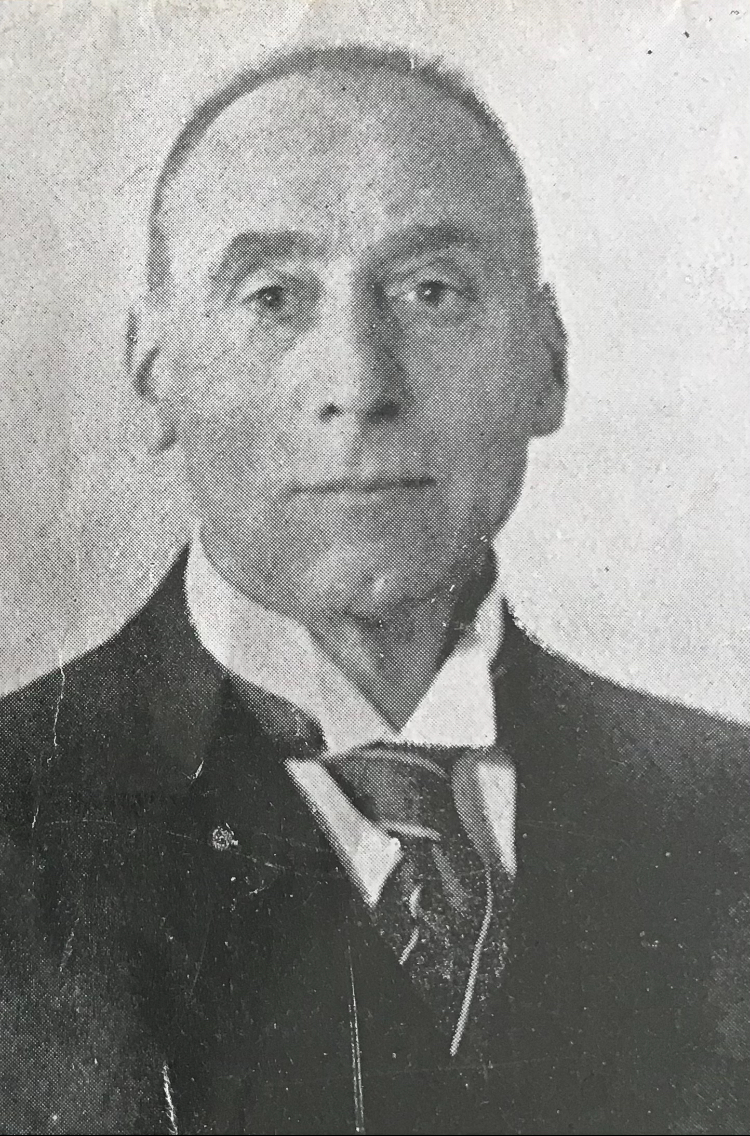
Gustav Heinrich Rudolf Köhn (1924)

Gustav Heinrich Rudolf Köhn (* 1. Juni 1859 in Altona; † 30. Mai 1924 in Lübeck) war von Beruf Kaufmann und gehörte bis 1921 der Lübecker Bürgerschaft an.

## Leben

### Familie
Köhn wurde als einer von drei Söhnen des Wein- und Spirituosenhändlers Johann August Köhn in Altona geboren. Nach zwei Jahren Verlobung heiratete er Maria Margaretha Friederike Fricke am 25. Oktober 1885 in Hamburg. Das Ehepaar wohnte zuerst in der Johannisstraße 59 (heute Dr.-Julius-Leber-Straße) in Lübeck und anschließend fünf Jahre in der Dorotheenstraße 13. Der älteste Sohn August Heinrich Rudolf Köhn wurde am 14. August 1886 geboren und starb bereits am 20. November an einer Gehirnentzündung. Herr Pastor Christian Reimpell gab die Nottaufe. Tochter Annemarie Charlotte Köhn wurde am 26. August 1887 geboren. Sohn August Andreas Heinrich Köhn wurde am 8. November 1888 geboren. Der dritte Sohn Ernst Köhn wurde am 2. Januar 1890 geboren.

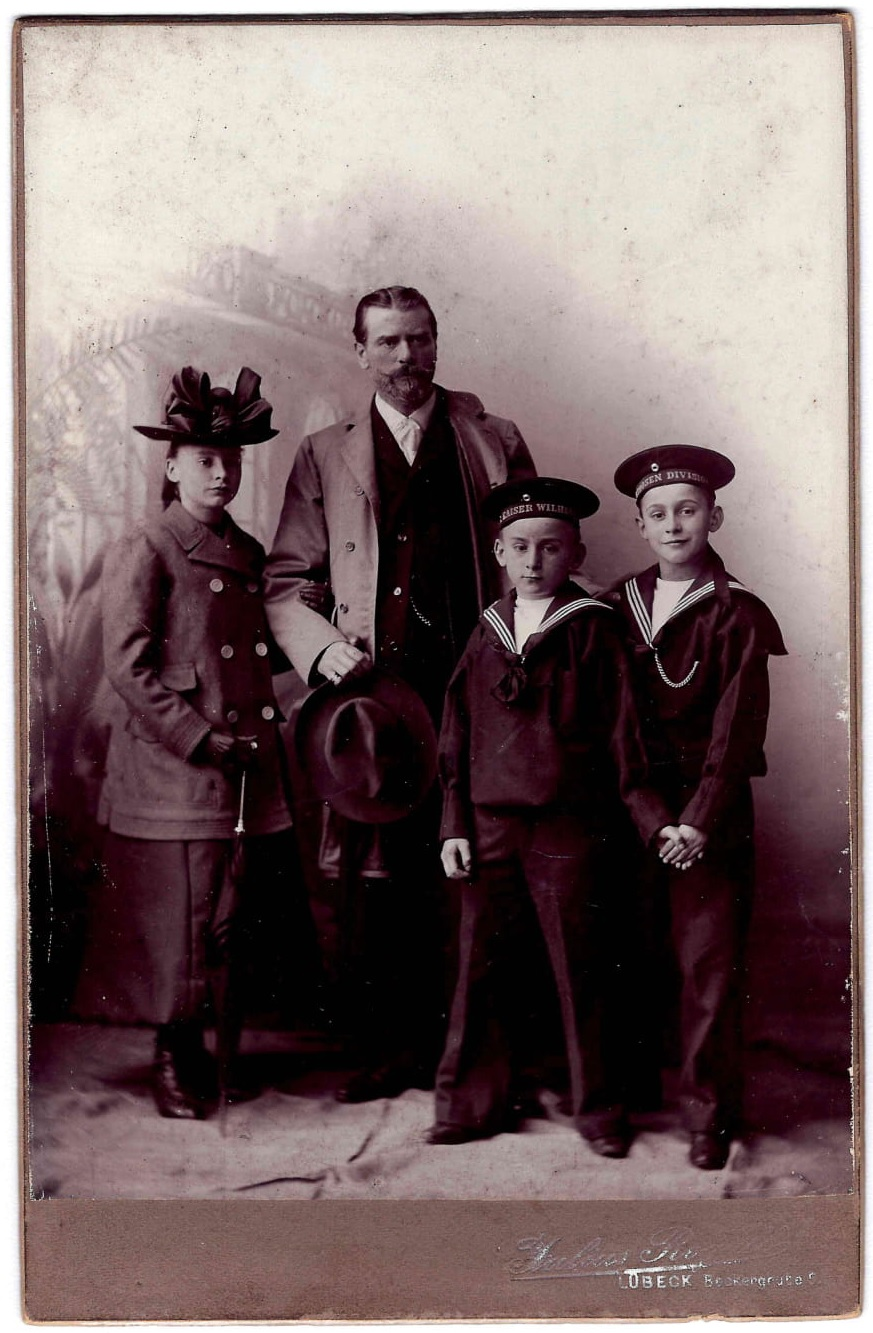
Vater Köhn und seine drei Kinder

### Werdegang
Rudolf Köhn trat am 1. Mai 1885 in die Firma Lorenz Harms & Söhne als Lagermeister ein. Nachdem Rudolf Köhn zehn Jahre bei der Firma Harms gearbeitet hatte, übernahm er im Januar 1895 durch Kauf das alte Weingeschäft von Daniel Schön in der Großen Burgstraße 24. Das zu dieser Zeit sehr alte Geschäft war gut fundiert und so gelang es ihm, die Weinhandlung erneut zu Erfolg zu bringen.

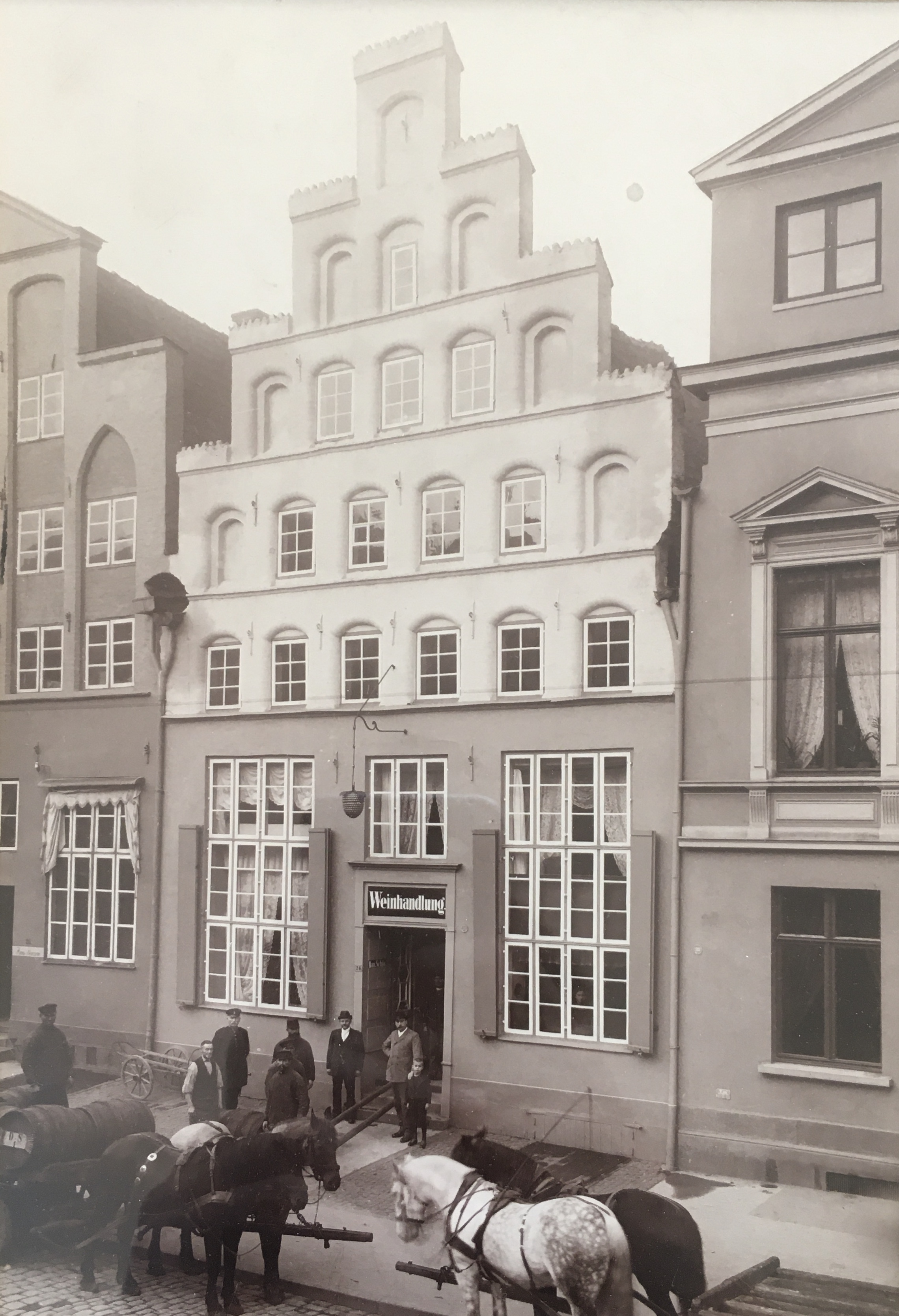
Gustav Heinrich Rudolf Köhn vor seiner Weinhandlung in der Großen Burgstraße 24 in Lübeck.

### 1. Weltkrieg
Bei Kriegsausbruch stellte sich Rudolf in den Dienst des Kaisers. In den ersten Kriegsmonaten brachte er Liebesgaben an die französische Front. Insgesamt unternahm er sieben solcher Reisen. Die erste Fahrt Ende Oktober 1914 ging nach Frankreich, Saint-Quentin. In dieser Gegend lag das Regiment Lübeck, welches mit Gaben bedacht wurde. Die zweite Fahrt Mitte Dezember 1914 galt dem Regimentes 214 und 81. Die dritte Fahrt galt dem Regiment 219. Die vierte Fahrt wurde unterbrochen, da sein ältester Sohn August im Krieg fiel und Rudolf Köhn den Leichnam nach Lübeck überführte. Weitere Fahrten schlossen sich erneut an. Bis 1916 fungierte Köhn außerdem als Rechnungsführer des Lazarettzuges der Lübecker Sanitätskolonne. 
Am 22. November 1916 war vorläufig nach Frankreich die letzte Fahrt, da Köhn geschäftlich nicht abkommen konnte. Große Heereslieferung gaben dem Weinhandel einen schnellen Aufschwung.

### Ehrungen

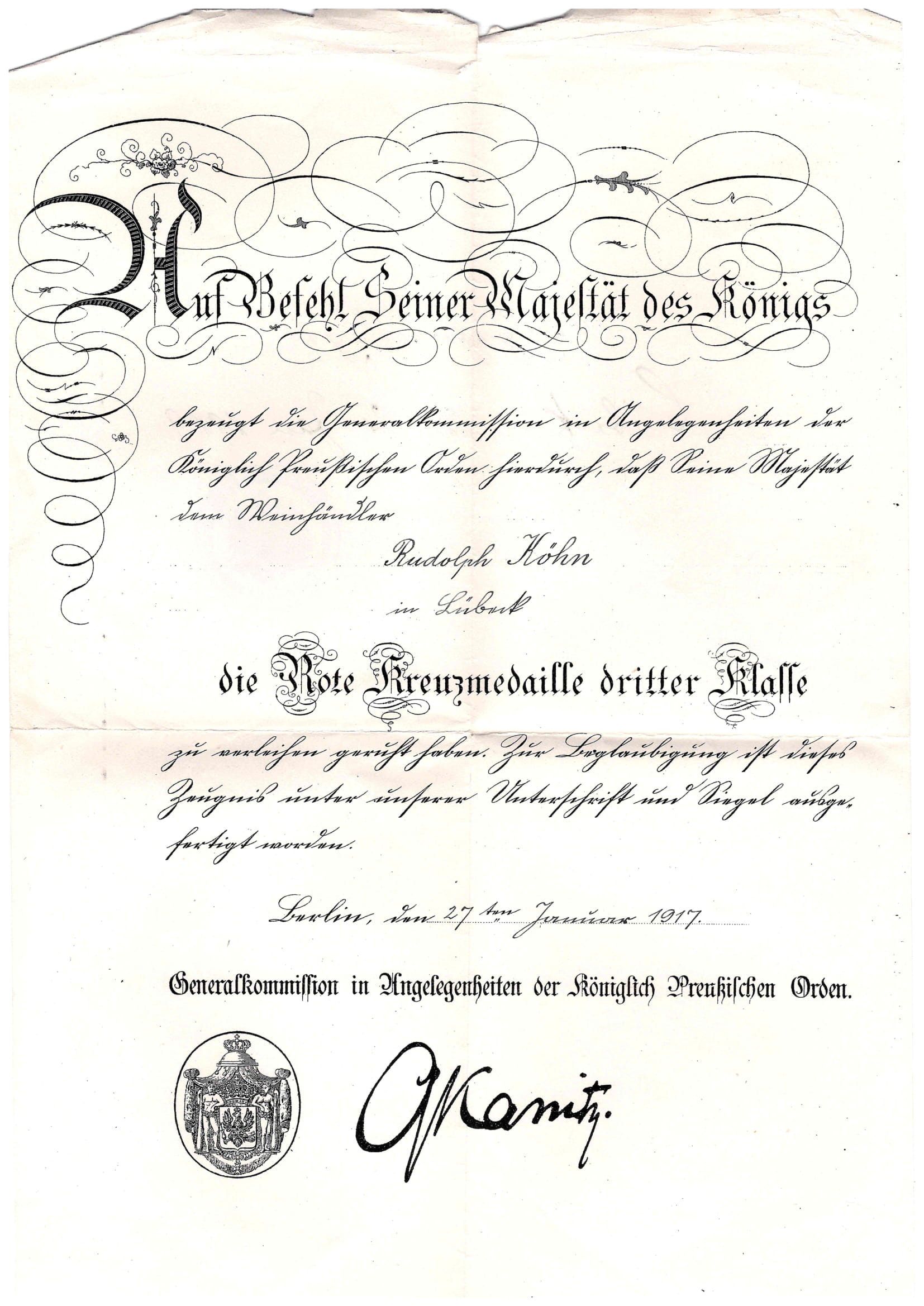
Rote Kreuzmedaille dritter Klasse Gustav Köhn

Am 10. Februar 1917 wurde Köhn für seine Dienste die Rote Kreuzmedaille dritter Klasse verliehen. Er erhielt außerdem das Lübsche Verdienstkreuz. Weiter erhielt er vom Senat das Eiserne Kreuz für Kriegshilfsdienste und vier Wochen später das lübeckische Hanseatenkreuz. Im April 1918 wurde Köhn von Prinz Friedrich Leopold von Preußen das Rote Kreuz verliehen.

### Nachkriegszeit

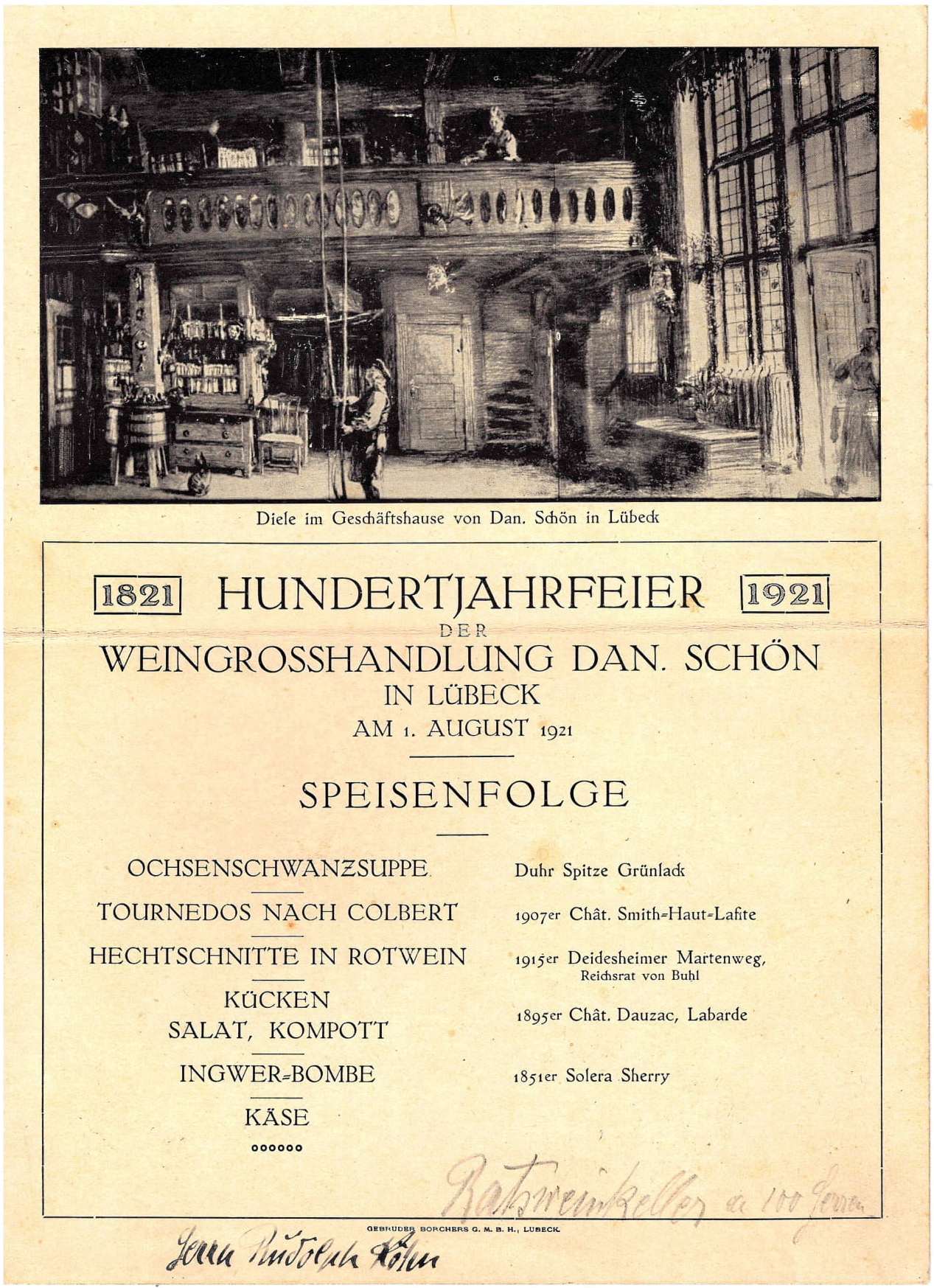
Speisefolge Hundertjahrfeier Weingroßhandlung Daniel Schön

Anfang Juli 1917 wurde mit der Firma H. J. Schultz Weingeschäftshandlung über eine Geschäftsübernahme verhandelt. Die Verkaufsverhandlung wurden innerhalb 8 Tagen geklärt. Grund für den Verkauf war der Verlust des ältesten Sohn August und der zu dieser Zeit verschollen geglaubte Ernst Köhn. Die Söhne hätten die Weinhandlung weiterführen sollen und waren bereits vor Kriegsausbruch im Weinhandel tätig. Die offizielle Übernahme fand am 1. Januar 1918 statt. Die 100-Jahr-Feier der Weinhandlung wurde 1921 gefeiert.
Am 5. Januar 1918 zog das Paar in die Mühlenstraße 48. Rudolf fand nach der Geschäftsaufgabe keine Zufriedenheit und Glück, obgleich die Familie frei von materiellen Sorgen war. So half Köhn im März 1922 das Geschäft von Melle wiederaufzubauen. Nach dem Gelingen kam es zu Streitigkeiten mit den Söhnen Von Melle. Rudolf verließ das Unternehmen.
Nach einem weiteren Jahre wurde Köhn Prokurist der Milch-Aktiengesellschaft Heise & Eckholdt. In dieser Zeit wurde Köhn Mitglied der Theaterbehörde und im Musikausschuss.

### Tod
Am 27. Mai 1924 besuchte das Ehepaar die Geburtstagsfeier des Schwiegersohns Schümann in Hamburg. Sie kehrten um 21 Uhr Heim. Köhn klagte in dieser Nacht über heftige Leibschmerzen. Seine Frau veranlasste das Kommen eines Arztes. Bereits um Mitternacht unterzog sich Köhn im Krankenhaus einer Operation. Die Operation verlief ohne Komplikationen. Doch bereits nach drei Tagen verstarb Köhn im Krankenhaus im Beisein seiner Familie am 30. Mai 1924. Nach zwei Tagen fand in der Krankenhauskapelle eine Abschiedsfeier statt. Die Weiherede wurde von Pastor Johannes Evers gehalten. Köhn wurde am 5. Juni nach Hamburg überführt und im Familiengrab der Familie in Ohlsdorf beigesetzt.

### Öffentliches Leben
Köhn nahm zahlreiche Ämter der Hansestadt war. So war er 20 Jahre lang, von 1901 bis 1921, Mitglied der Lübecker Bürgerschaft, mehrfach auch des Bürgerausschusses, in dem er als erster Stellvertreter des Wortführers wirkte. In zahlreichen Behörden und Kommissionen hat er als bürgerlicher Deputierter mitgewirkt: in der Baubehörde, der Steuereinschätzungskommission, der Behörde für Wohnungspflege, der Theaterbehörde u. a. m. Außerdem war er lange Jahre hindurch Dorflehrer der St. Jakobi-Gemeinde. Er betätigte sich im politischen Leben als Vorstandsmitglied der demokratischen Partei. Dem Landeskriegerverband gehörte er lange Zeit als Mitglied des Vorstandes an. Auch im Verein ehemaliger China- und Afrikakrieger war Köhn Ehrenmitglied.

### Trivia
Herr Schultz, der im Jahre 1918 die Weinhandlung übernommen hatte, starb acht Tage nach Rudolf Köhn. Die Sterbeanzeigen beider Kaufmänner erschienen in der gleichen Ausgabe Nr. 11 der Vaterstädtischen Blätter (Sonntagsbeiblatt der Lübeckischen Anzeigen). Die Weinhandlung wurde im März 1926 geschlossen. Das Nasenschild, eine Weintraube, ziert noch heute die Fassade der Großen Burgstraße 24. Gegenstände des Interieurs der Weinhandlung sind heute im Museumsquartier St. Annen in Lübeck ausgestellt.
Rudolfs Frau Maria Köhn zog nach dem Ableben ihres Mannes nach Hamburg. Ihr Schwiegersohn Rudolf Eduard Schümann hatte ihr in der Binderstraße 20 eine Wohnung vermittelt und unterstützte seine verwitwete Schwiegermutter von nun an. Aus der Ehe Schümann-Köhn gingen drei Kinder hervor. 
August Andreas Heinrich Köhn starb am 12. März 1915 in der Region Champagne, Frankreich im Ersten Weltkrieg. Rudolf unternahm eine dreitägige Reise und brachte den dort bereits beigesetzten Leichnam seines Sohnes nach Lübeck. August ruht seitdem auf dem Ehrenfriedhof der Hansestadt. 
Ernst Köhn kehrte nach Kriegsende zurück zu seinen Eltern. Aus seiner Ehe gingen ebenfalls drei Kinder hervor.

## Literatur

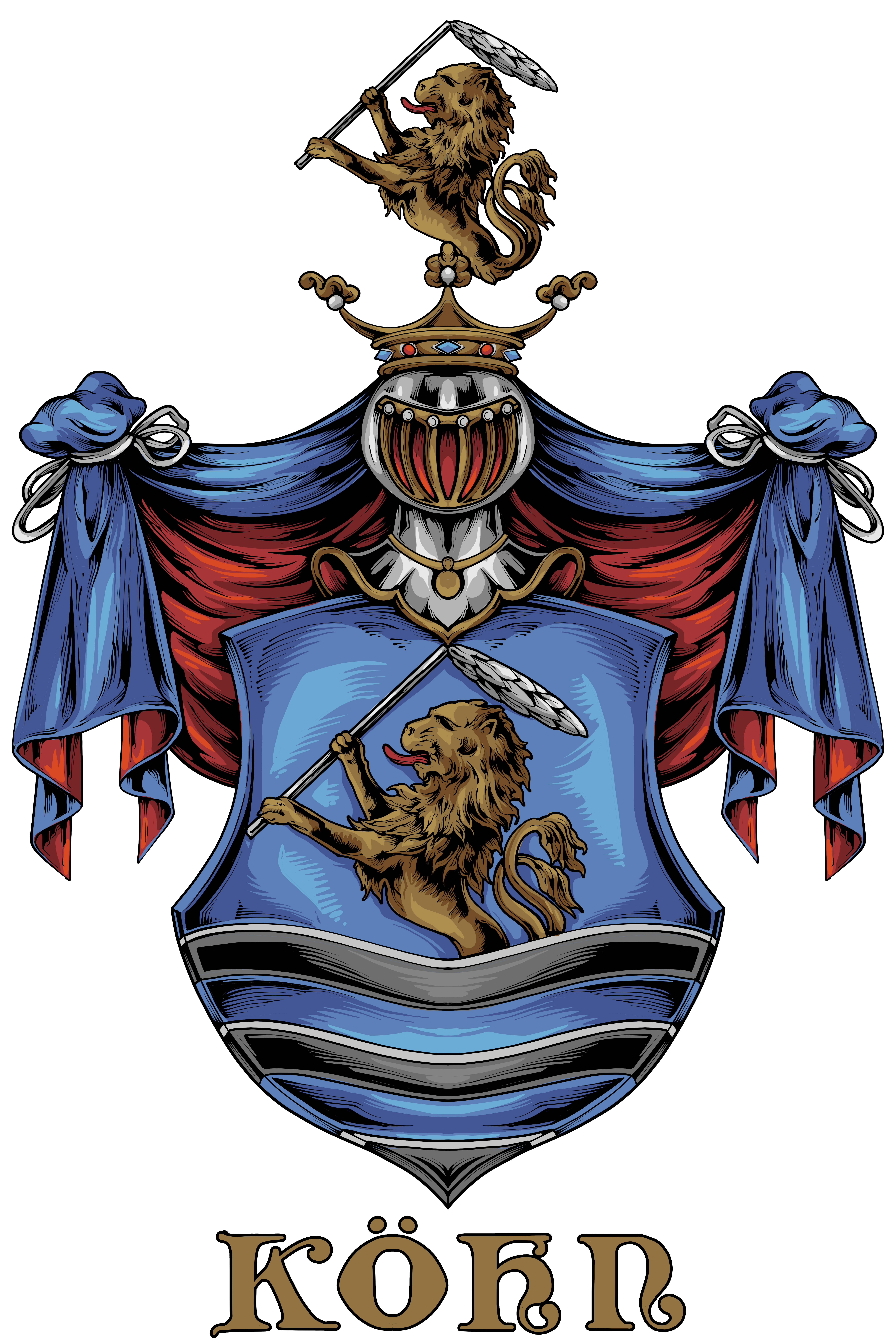
Familienwappen Köhn

## Belege
1. ↑  GEDBAS: Vorfahren von Gustav Heinrich Rudolf KOEHN. Abgerufen am 23. Dezember 2020.

| Personendaten    | Personendaten                                                   |
| ---------------- | --------------------------------------------------------------- |
| NAME             | Köhn, Gustav Heinrich Rudolf                                    |
| KURZBESCHREIBUNG | deutscher Kommunalpolitiker, Mitglied der Lübecker Bürgerschaft |
| GEBURTSDATUM     | 1. Juni 1859                                                    |
| GEBURTSORT       | Altona                                                          |
| STERBEDATUM      | 30. Mai 1924                                                    |
| STERBEORT        | Lübeck                                                          |